# Адамін (Великопольське воєводство)
Адамін (пол. Adamin) — село в Польщі, у гміні Ольшувка Кольського повіту Великопольського воєводства.
Населення — 227 осіб (2011).
У 1975-1998 роках село належало до Конінського воєводства.

## Демографія
Демографічна структура станом на 31 березня 2011 року:
|          | Загалом | Допрацездатний вік | Працездатний вік | Постпрацездатний вік |
| -------- | ------- | ------------------ | ---------------- | -------------------- |
| Чоловіки | 113     | 27                 | 71               | 15                   |
| Жінки    | 114     | 28                 | 57               | 29                   |
| Разом    | 227     | 55                 | 128              | 44                   |